# Caridinophila unidens
Caridinophila unidens är en ringmaskart som beskrevs av Liang 1963. Caridinophila unidens ingår i släktet Caridinophila och familjen kräftmaskar.